# 道格·韦特
道格·韦特（英語：Doug Weight，1971年1月21日—），美国男子冰球运动员。他曾代表美国参加1998年、2002年和2006年冬季奥林匹克运动会冰球比赛，其中2002年冬季奥运会获得一枚银牌。